# Adolf Frederik 4. af Mecklenburg-Strelitz
Adolf Frederik IV (tysk: Adolf Friedrich IV.) (5. maj 1738 – 2. juni 1794) var regerende hertug af det lille hertugdømme Mecklenburg-Strelitz i Nordtyskland fra 1752 til 1794.
Han var søn af hertug Karl af Mecklenburg-Strelitz og nevø til sin forgænger, regerende hertug Adolf Frederik 3. af Mecklenburg-Strelitz. Han blev efterfulgt som hertug af sin lillebror Karl 2.

## Biografi
Adolf Frederik blev født den 5. maj 1738 i Mirow i Mecklenburg som søn af hertug Karl af Mecklenburg-Strelitz og Elisabeth Albertine af Sachsen-Hildburghausen. Hans far var den næstældste søn af den regerende hertug Adolf Frederik 2. af Mecklenburg-Strelitz, der herskede over det lille hertugdømme Mecklenburg-Strelitz i det nordlige Tyskland.
Da hans farbror, hertug Adolf Frederik 3. ikke havde overlevende børn, var han præsumptiv tronfølger til Mecklenburg-Strelitz fra sin fars død den 5. juni 1752 til han tiltrådte regeringen ved sin farbrors død den 11. december 1752. Han studerede ved Universitetet i Greifswald i 1753. I de første år efter sin tronbestigelse regerede hans mor hertuginde Elisabeth Albertine på vegne af sin mindreårige søn under protektion af kong Georg 2. af Storbritannien.
Han blev ridder af Hosebåndsordenen i 1764.
Hertug Adolf Frederik giftede sig aldrig. Han døde 56 år gammel den 2. juni 1794 i Neustrelitz i Mecklenburg. Da han ikke havde arvinger, blev han efterfulgt som regerende hertug af sin lillebror, Karl 2.

## Eksterne links
- Wikimedia Commons har flere filer relateret til Adolf Frederik 4. af Mecklenburg-Strelitz